# Canton d'Aix-en-Provence-1
Le canton d'Aix-en-Provence-1 est une circonscription électorale française du département des Bouches-du-Rhône créée par le décret du 27 février 2014 et entrée en vigueur lors des premières élections départementales ayant suivi le redécoupage cantonal de 2014.

## Histoire
Un nouveau découpage territorial des Bouches-du-Rhône entre en vigueur à l'occasion des élections départementales de mars 2015, défini par le décret du 27 février 2014, en application des lois du 17 mai 2013 (loi organique 2013-402 et loi 2013-403). Les conseillers départementaux sont, à compter de ces élections, élus au scrutin majoritaire binominal mixte. Les électeurs de chaque canton élisent au Conseil départemental, nouvelle appellation du Conseil général, deux membres de sexe différent, qui se présentent en binôme de candidats. Les conseillers départementaux sont élus pour 6 ans au scrutin binominal majoritaire à deux tours, l'accès au second tour nécessitant 10 % des inscrits au 1er tour. En outre la totalité des conseillers départementaux est renouvelée. Ce nouveau mode de scrutin nécessite un redécoupage des cantons dont le nombre est divisé par deux avec arrondi à l'unité impaire supérieure si ce nombre n'est pas entier impair, assorti de conditions de seuils minimaux. Dans les Bouches-du-Rhône, le nombre de cantons passe ainsi de 57 à 29.
Le canton est entièrement inclus dans l'arrondissement d'Aix-en-Provence. Le bureau centralisateur est situé à Aix-en-Provence.

## Représentation
| Période élective | Période élective | Mandat | Mandat   | Identité           | Nuance | Nuance | Qualité |
| ---------------- | ---------------- | ------ | -------- | ------------------ | ------ | ------ | --- |
| 2015             | 2021             | 2015   | 2021     | Jean-Pierre Bouvet |        | LR     | Médecin Ancien conseiller général du canton d'Aix-en-Provence-Nord-Est Adjoint de quartier à Aix-en-Provence jusqu'en 2020 9ème Vice-Président du Conseil départemental |
| 2015             | 2021             | 2015   | 2021     | Brigitte Devésa    |        | UDI    | Conseillère municipale d'Aix-en-Provence Conseillère départementale déléguée                                                                                            |
| 2021             | 2028             | 2021   | en cours | Cyrille Blint      |        | LREM   | Expert-comptable |
| 2021             | 2028             | 2021   | en cours | Anne Rudisuhli     |        | DVD    | Psychothérapeute, membre d'Agir |

### Résultats détaillés

#### Élections de mars 2015
À l'issue du 1er tour des élections départementales de 2015, deux binômes sont en ballottage : Jean-Pierre Bouvet et Brigitte Deveza (Union de la Droite, 37,96 %) et Pascale Laurent et Jérémie Piano (FN, 21,78 %). Le taux de participation est de 48,78 % (23 946 votants sur 49 089 inscrits) contre 48,55 % au niveau départemental et 50,17 % au niveau national.
Au second tour, Jean-Pierre Bouvet et Brigitte Devésa (Union de la Droite) sont élus avec 75,21 % des suffrages exprimés et un taux de participation de 48,05 % (15 948 voix pour 23 615 votants et 49 145 inscrits).

#### Élections de juin 2021
Le premier tour des élections départementales de 2021 est marqué par un très faible taux de participation (33,26 % au niveau national). Dans le canton d'Aix-en-Provence-1, ce taux de participation est de 33,81 % (16 544 votants sur 48 931 inscrits) contre 32,44 % au niveau départemental. À l'issue de ce premier tour, deux binômes sont en ballottage : Paul Pascual et Laure Surroca (Union à gauche avec des écologistes, 28,78 %) et Cyrille Blint et Anne Rudisuhli (REM, 25,51 %).
Le second tour des élections est marqué une nouvelle fois par une abstention massive équivalente au premier tour. Les taux de participation sont de 34,3 % au niveau national, 35,52 % dans le département et 38,03 % dans le canton d'Aix-en-Provence-1. Cyrille Blint et Anne Rudisuhli (REM) sont élus avec 58,47 % des suffrages exprimés (9 350 voix pour 18 627 votants et 48 984 inscrits),,.

## Composition
Le nouveau canton d'Aix-en-Provence-1 comprend la partie de la commune d'Aix-en-Provence située au nord d'une ligne définie par l'axe des voies et limites suivantes : depuis la limite territoriale de la commune de Ventabren, route de Roquefavour (route départementale 64), route de Galice, rond-point du Colonel-Jean-Pierre, route de Berre, avenue Jean-Monnet, boulevard du Château-Double, route de Galice, autoroute A 51, route nationale 296, échangeur d'Aix-Chevalière, avenue du Maréchal-de-Lattre-de-Tassigny, avenue Henri-Pontier, avenue Pasteur, boulevard Aristide-Briand, place Bellegarde, rue Mignet, rue Thiers, place Ganay, cours Mirabeau, place du Général-de-Gaulle, avenue Victor-Hugo, boulevard du Roi-René, avenue Malherbe, avenue Benjamin-Abram, place Lucien-Paye, avenue Robert-Schumann, ligne de chemin de fer, avenue des Belges, avenue Pierre-Brossolette, rond-point de la 4e-Région-Aérienne, échangeur d'Aix-Pont-de-l'Arc, autoroute A8, chemin du Coton-Rouge, ligne droite reliant le numéro 17 du chemin du Coton-Rouge à la ligne de chemin de fer, ligne de chemin de fer, autoroute A8, avenue Henri-Malacrida, pont des Trois-Sautets, chemin de la Guiramande (route départementale 58H), jusqu'à la limite territoriale de la commune de Meyreuil.
| Nom                                     | Code Insee | Intercommunalité                   | Superficie (km2) | Population (dernière pop. légale)                 | Densité (hab./km2) | Modifier                                    |
| --------------------------------------- | ---------- | ---------------------------------- | ---------------- | ------------------------------------------------- | ------------------ | ------------------------------------------- |
| Aix-en-Provence (bureau centralisateur) | 13001      | Métropole d'Aix-Marseille-Provence | 186,08           | Fraction : 73 222 (2022) Commune : 147 933 (2022) | 795                | modifier les données · modifier les données |
| Canton d'Aix-en-Provence-1              | 1301       |                                    |                  | 73 222 (2022)                                     |                    | modifier les données                        |

## Démographie
En 2022, le canton comptait 73 222 habitants, en évolution de −0,55 % par rapport à 2016 (Bouches-du-Rhône : +2,48 %, France hors Mayotte : +2,11 %).
| 2013   | 2018   | 2022   |
| ------ | ------ | ------ |
| 72 913 | 73 191 | 73 222 |